# Catherine Bakang Mbock
Pour les articles homonymes, voir Mbock.
Catherine Bakang Mbock, née le 16 juillet 1955 sous le nom de Ngo Ndeby Catherine Louise Marinette est une personnalité politique camerounaise, qui fut ministre de la Condition féminine, puis des Affaires sociales.

## Biographie

### Enfance
Ses parents, M. Jean Marie Ndeby et Mme Ngo Likeng Marie Madeleine sont issus de l’ethnie Bassa, dans la Région du Centre du Cameroun. Elle est née le 16 juillet 1955 à Makak, une commune située dans le département du Nyong-et-Kéllé au Cameroun.

### Études
Cette économiste de formation fait ses études secondaires au Collège évangélique de Libamba. Elle obtient son Brevet d'Études du Premier Cycle (BEPC) en 1971. Elle quitte le Collège Évangélique pour la capitale du Cameroun, Yaoundé. Elle obtient son probatoire en 1973 au Lycée Général Leclerc.L'année suivante, elle obtient le Baccalauréat Littéraire A4. Sa passion pour l'économie l'amène à s'inscrire à la Faculté de Sciences Économiques à l'Université de Yaoundé. Elle obtient le DEUG en 1976. Elle s'expatrie vers la France par la suite pour achever son cursus universitaire. Elle obtient une Licence en Sciences Économiques à l'université de Paris II Panthéon. Et ensuite, un DEA en économie en 1980.

## Carrière professionnelle
Elle commence sa carrière au Ministère de l'Économie et du Plan dès 1983, dans la Direction de la planification. Par la suite, elle est promue fondée de pouvoir au service des études durant un an (1983 - 1984). Toujours dans le même Ministère, elle occupe successivement les fonctions de fondée de pouvoir au service du suivi des engagements du Département de la garantie et du crédit (1984 - 1985), fondée de pouvoir au service de l'assistance et des analyses économique (1985 - 1986). Elle est par la suite Chef de service Méthode et Mutualité au Département de la Promotion (1986 - 1995). Elle est ensuite Chef de cellule Organisation, Méthode et Informatique (1995 - 1996). Puis, elle est Chef de Division, organisation et méthode informatique (1996 - 2001). Elle est ensuite Chargée d'Étude au FOGAPE de 1983 à 2001.

## Carrière politique
Elle est membre du parti politique au pouvoir, le Rassemblement démocratique du peuple camerounais. Elle commence sa carrière politique comme ministre de la Condition féminine le 27 avril 2001. Elle occupe cette fonction ministérielle jusqu'au 8 décembre 2004. Elle change de ministère par la suite pour être nommée ministre des Affaires sociales le 8 décembre 2008. En 2016, Pauline Irène Kendeck lui succède à ce poste.

### Autres projets
- Catherine Bakang Mbock sur Commons